# Социализм XXI века
«Социали́зм XXI ве́ка» или «социали́зм XXI столе́тия» — политический термин, используемый для описания современной латиноамериканской модификации социалистического учения и практики. Заявлен как лозунг президента Венесуэлы Уго Чавесa, провозгласившего курс на «социализм XXI века».
Лозунг взят из одноименной книги 1996 года Хайнца Дитериха (Heinz Dieterich), основанной на идеях компьютерно-плановой и эквивалентной экономики Арно Петерсa.
Лозунг использовался Уго Чавесом во время речи на Всемирном социальном форуме 2005 года (лозунг активно пропагандируется Хайнцем Дитерихом с 2000 года). Как «социализм XXI века» свою политику определяют левые правительства Уго Чавеса и Николаса Мадуро в Венесуэле, Эво Моралеса в Боливии и Рафаэля Корреа в Эквадоре (ранее).

## Основные принципы

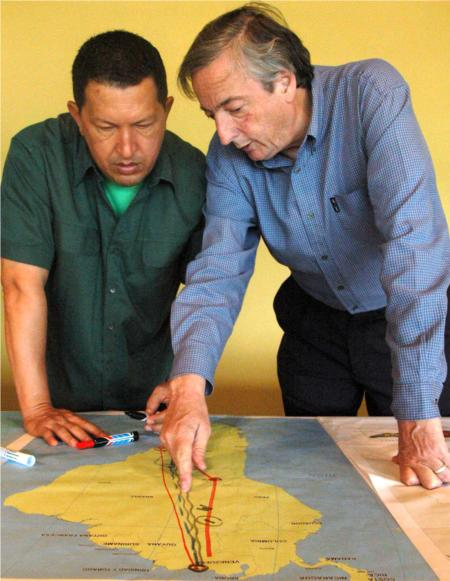
Уго Чавес и Нестор Киршнер

Дитерих предлагает постройку четырёх основных институтов:
| 1. Экономика эквивалентности, которая должна быть основана на марксистской трудовой теории стоимости и которая демократически определена теми, кто непосредственно создает стоимость, вместо рыночно-экономических принципов; 2. Демократия большинства, которая использует референдумы, чтобы решить важные вопросы, затрагивающие все общество; 3. Основная демократия, основанная на демократических государственных институтах в качестве законных представителей общих интересов большинства граждан, с уместной защитой прав меньшинства; 4. Критический и ответственный субъект, рационально, этично и эстетически независимый гражданин. |

Эти институты нового исторического проекта опираются на фундаментальные столпы реальной демократии, региональное сотрудничество (формируя «региональные блоки общественной власти») и права рабочих.
Согласно Дитериху, существующее общество должно быть заменено «качественно отличной системой». «Программа Социализма XXI столетия включает обязательный революционный компонент». Эта революция, однако, должна быть постепенным процессом, который не использует насилие, и если учесть тот факт, что институты, которые мы имеем теперь, являются результатом тысяч лет проб и ошибок. Из-за этого они не могут быть изменены от и до, ибо реальность показывает что в таких случаях происходит. Согласно Дитериху, люди это не крысы в лаборатории. Каждая крупномасштабная социальная революция, которая хочет быть успешной, должна быть результатом хорошо информированного убеждения о льготах и преимуществах проекта, а не применением путём репрессии. Эта революция будет следовать из нынешней реальной демократии, чтобы обеспечить власть, образование, научные знания об обществе и международном сотрудничестве.

## Страны, провозгласившие курс на «социализм XXI века»

### Существующие в настоящее время
- Никарагуа
- Венесуэла
- Куба
- Боливия
- Китай